# Avenue des Gobelins

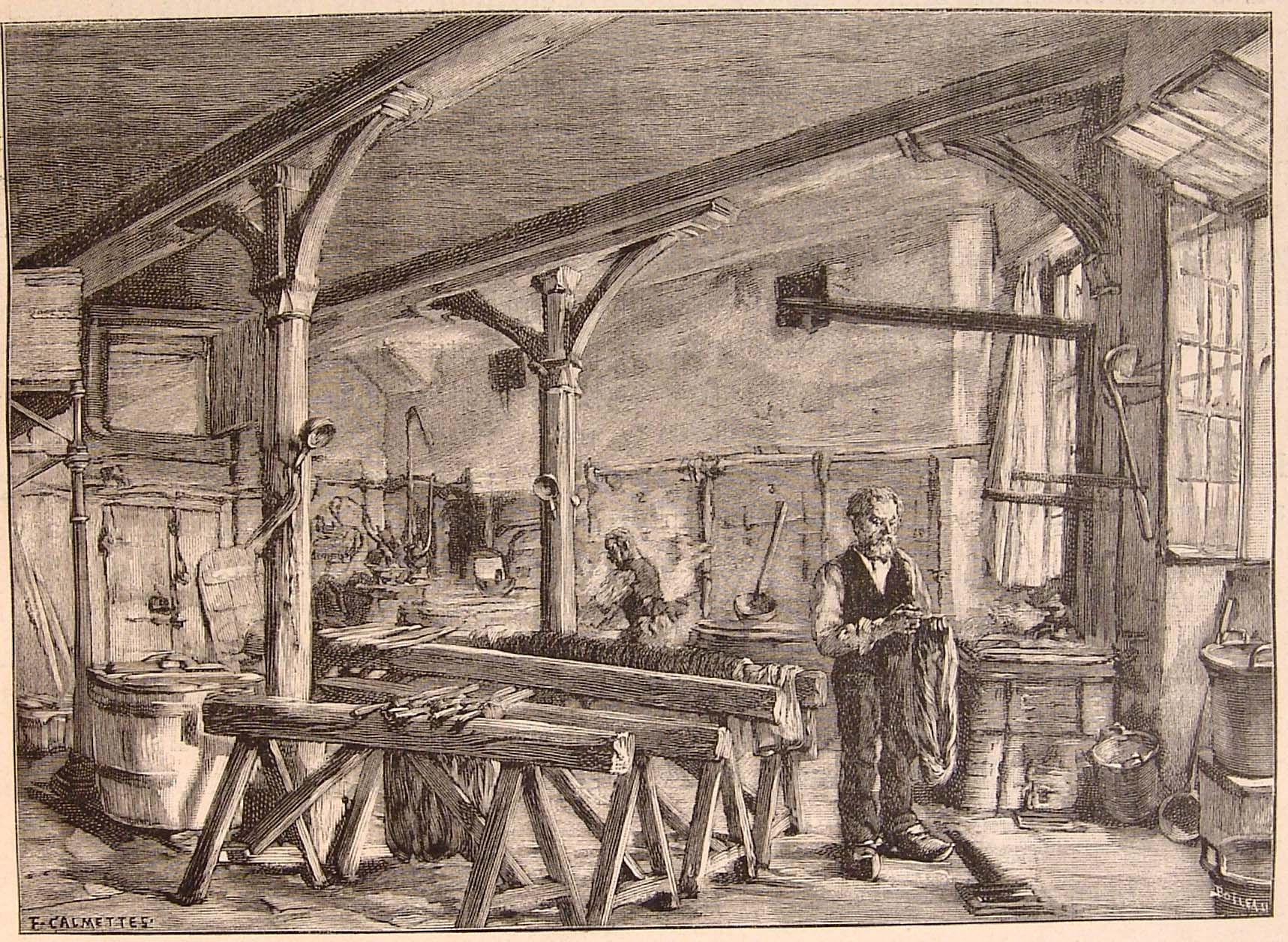
Les Gobelins färgeri, 1889

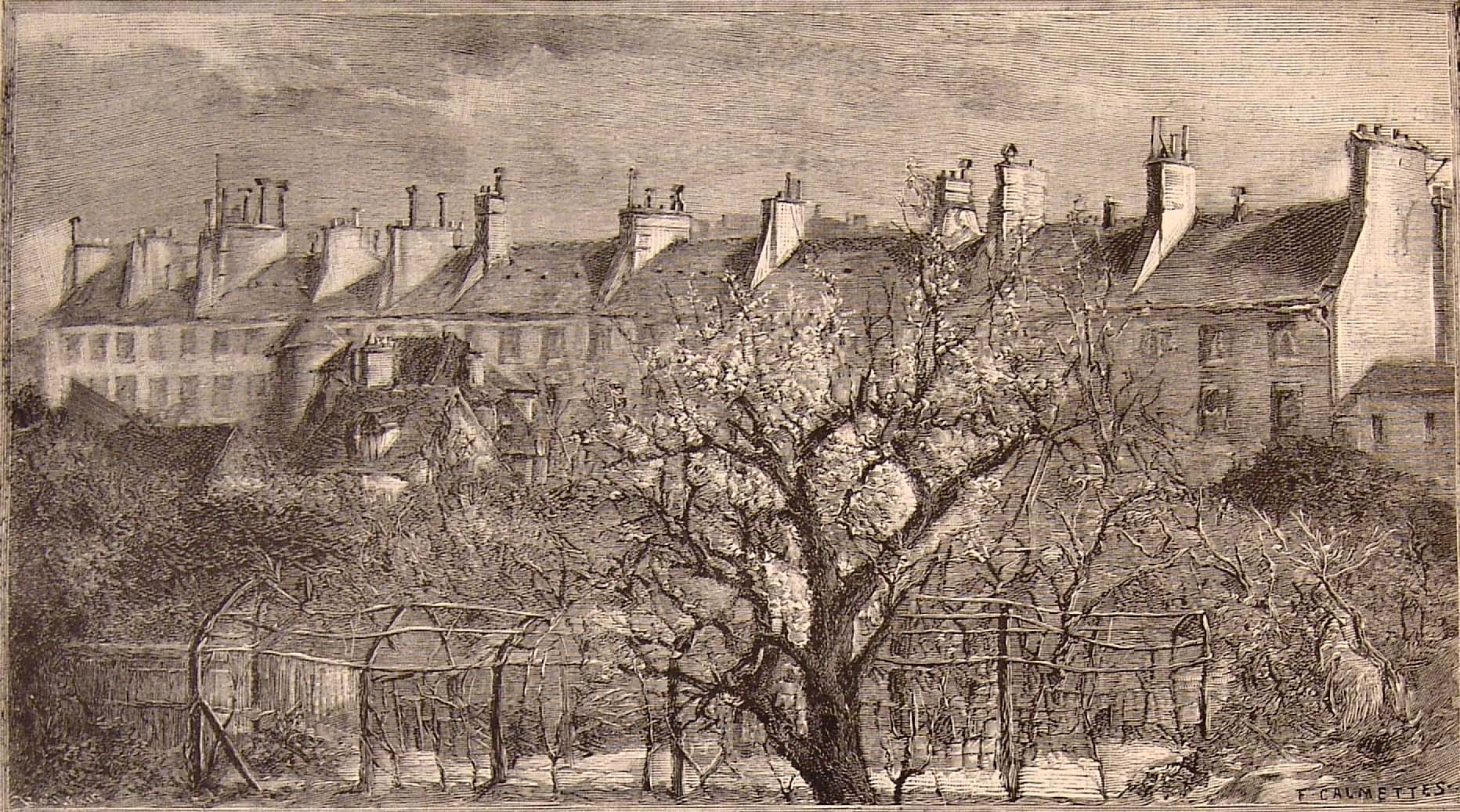
Les Gobelins par la porte des Jardins (1889)

Avenue des Gobelins är en gata i femte och trettonde arrondissementen i Paris. Gatan tillkom i samband med Eugène Hausmanns stadsomvandling för att förlänga Rue Mouffetart, ursprungligen en romersk väg. Den sträcker sig till Place d'Italie.
Namnet kommer från textilfabriken Manufacture des Gobelins.

## Bildgalleri

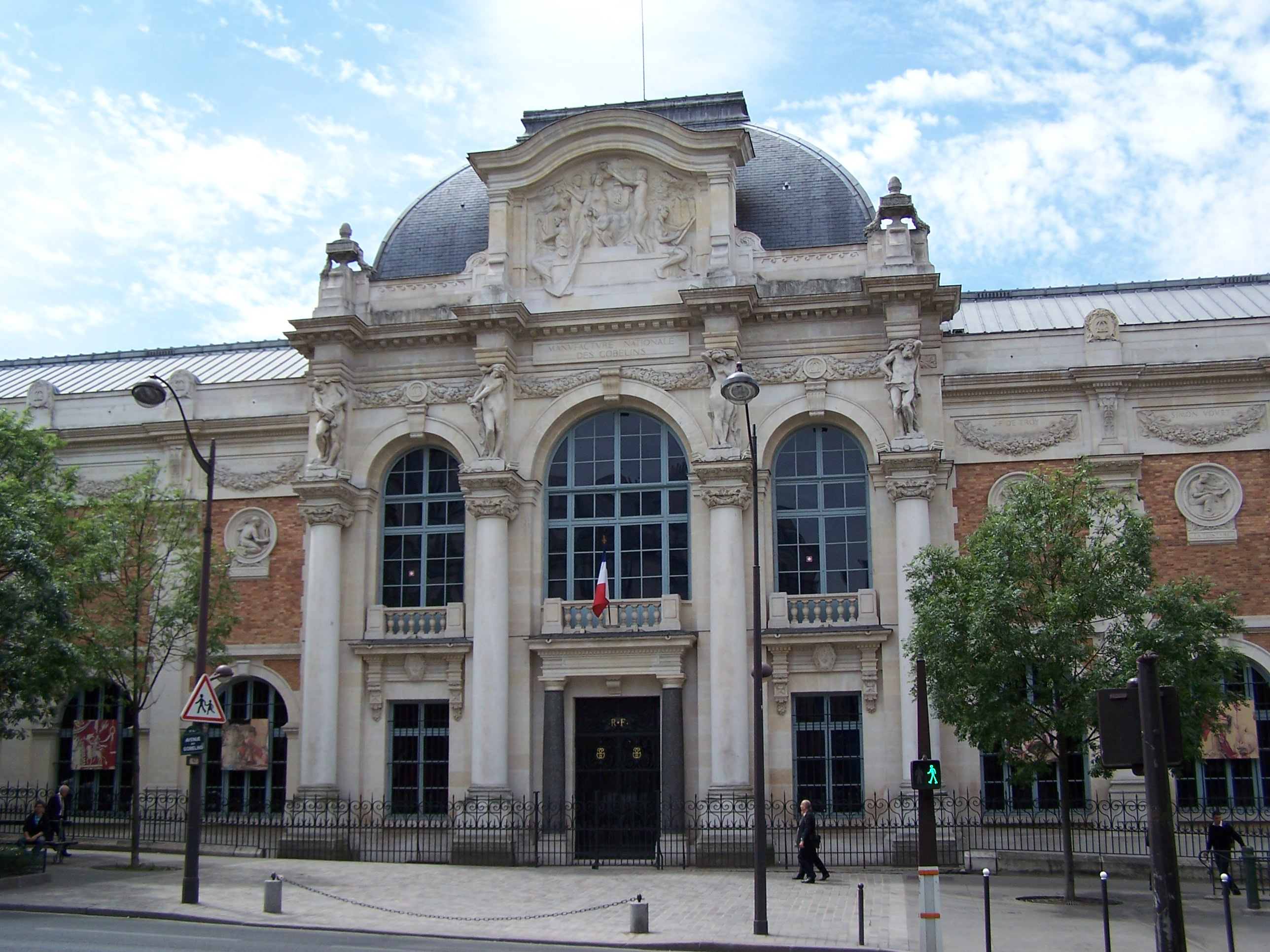
Les Gobelins
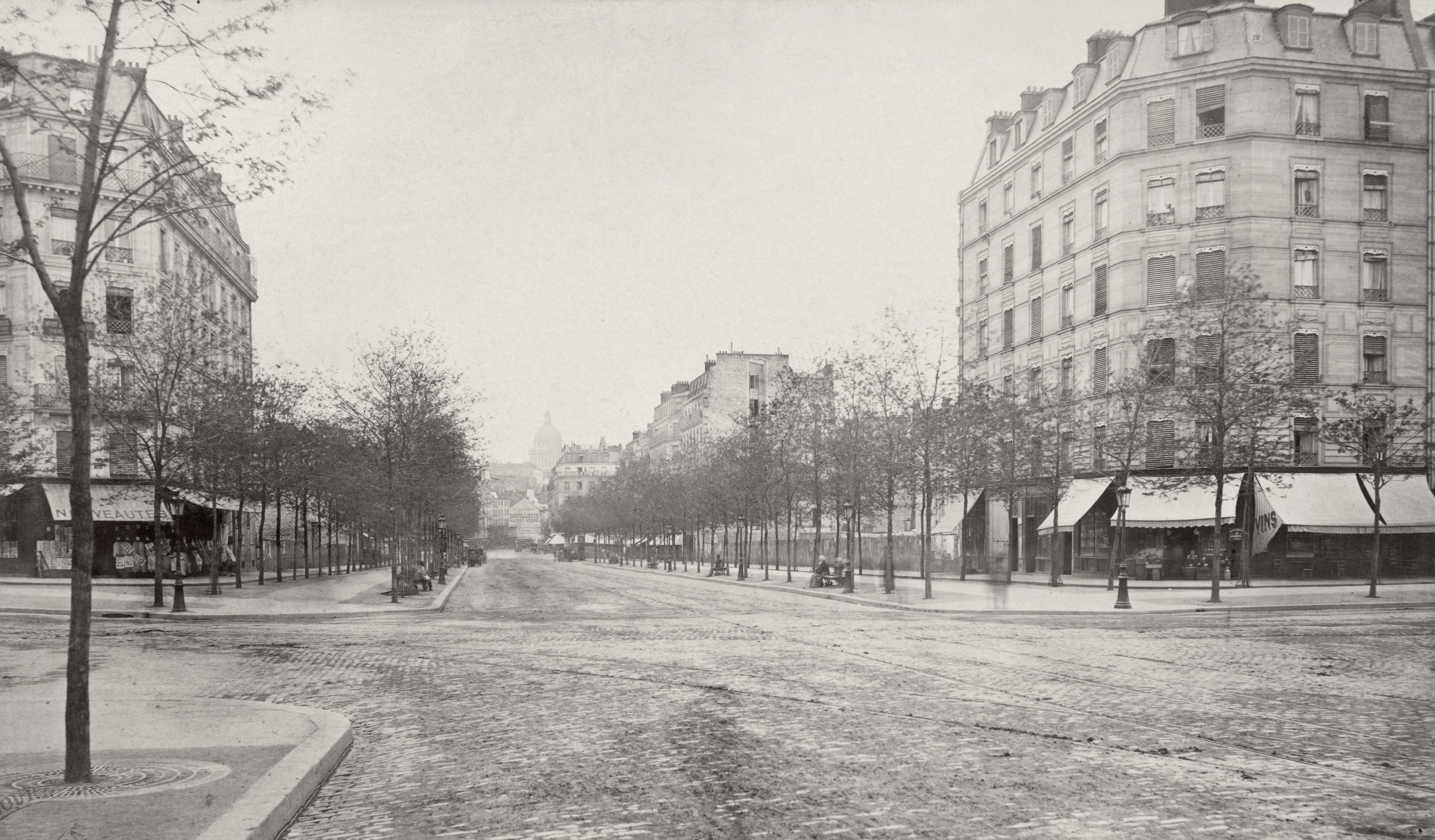
Vy mot Panthéon, mellan 1853 och 1870
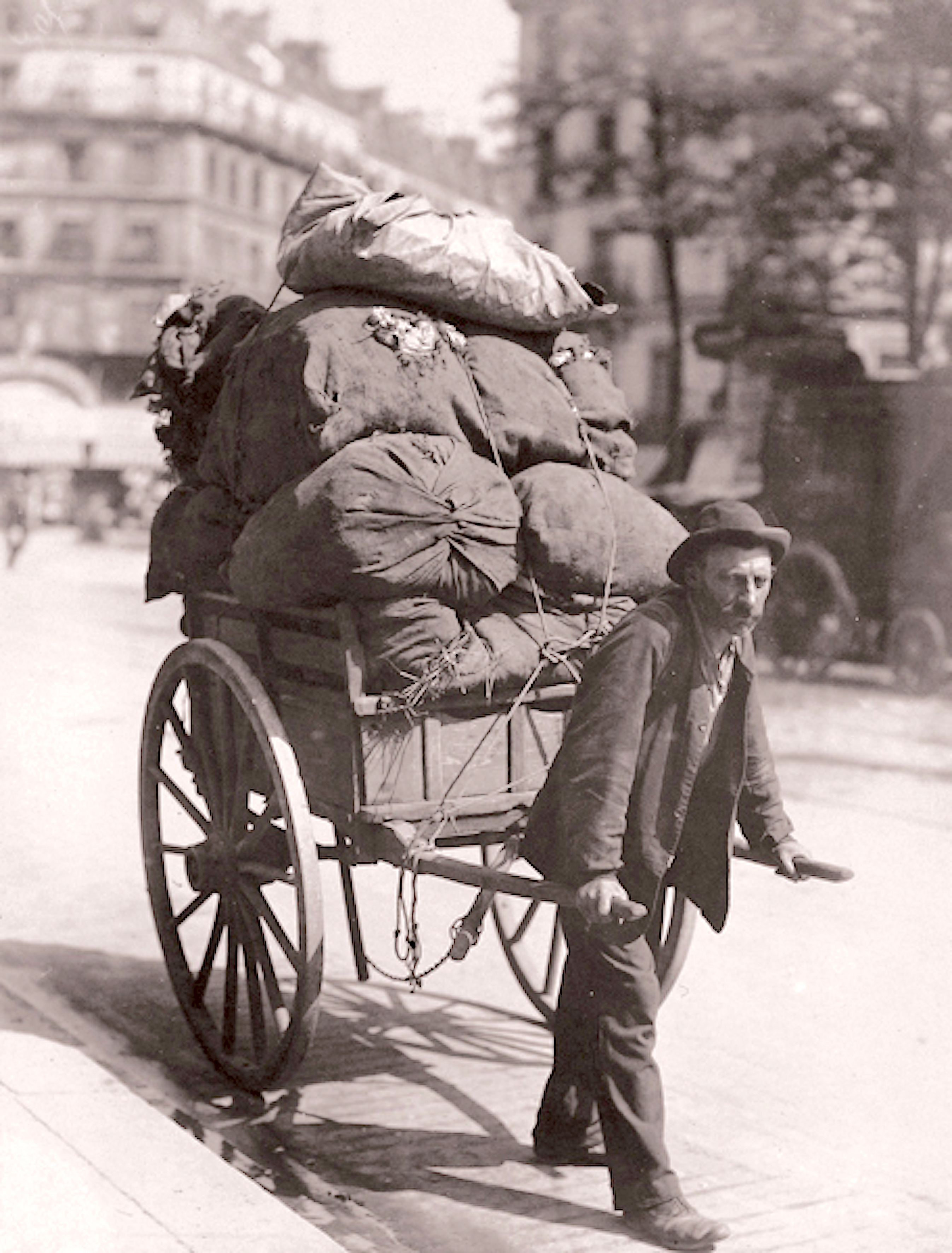
Lumpsamnlare, fotograferad av Eugène Atget, 1899.
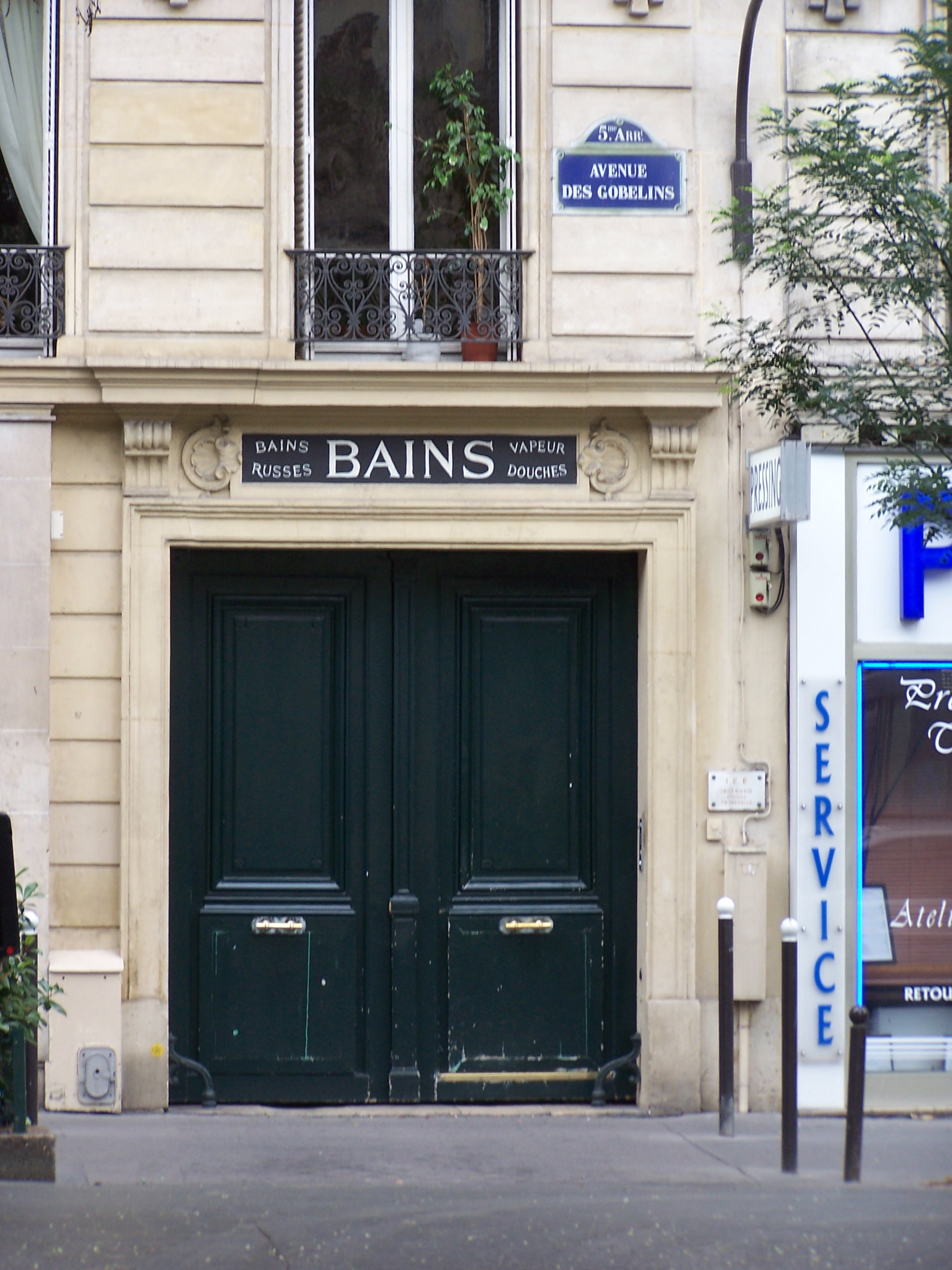
Ingången till de tidigare "Ryska baden" på nr 8
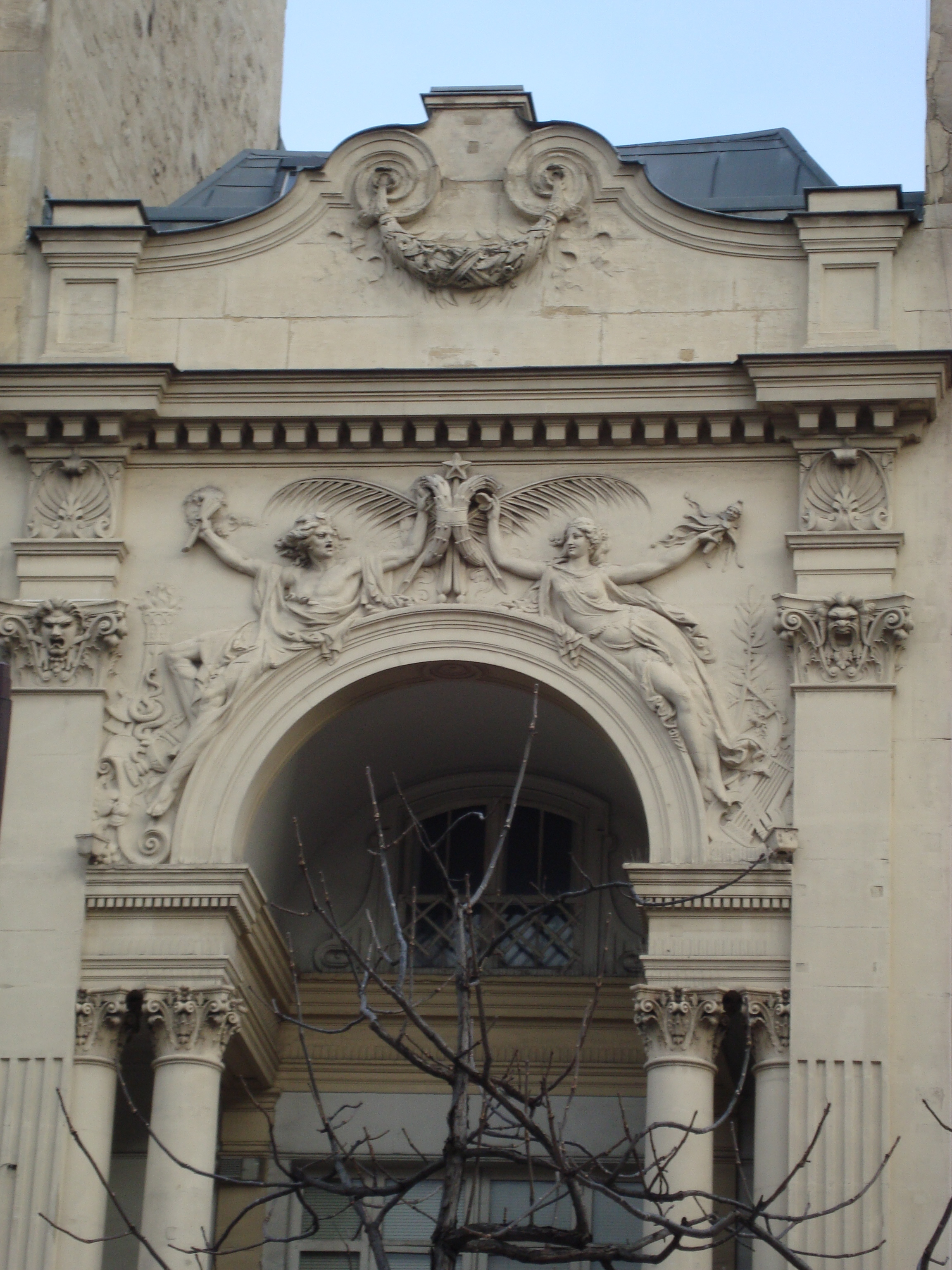
Théâtre des Gobelins fasad, skapad av Auguste Rodin